# 変身ヒロインアニメ・特撮ドラマの一覧
ヒロインが変身する、変身ヒロインアニメ・特撮ドラマの一覧を以下に示す。

## 凡例
番号
本一覧のために便宜上、公表順に付した番号であり特別な意味はない。
題名
作品の名称を記す。複数のシーズンからなり、各シーズンが強い連続性を持っていて分離して記述する意義のない作品はシリーズ名で一括して掲載する
公表年
アニメ・特撮として初めて公表された年を記す。
形式
アニメ・特撮・アニメ／特撮・特撮／アニメ・ＭＩＸか作品の形式の表記、映画の場合は(映画)と記載
分類
検索の便のため、シリーズ名または大まかな分類を示す。
変身ヒロインの名前
登場する変身ヒロインの名前。
変身後の名前とは別に本名がある場合、必要に応じて（）内に本名を記す。
出自
主役の変身ヒロインの出自を簡単に記す。
目的・指名
主役の変身ヒロインが果たすべき使命、または、活動する目的を記す。
力の特徴
変身ヒロインの持つ力の特徴や必殺技を簡単に記す。
備考
特記事項があれば記す。

## 一覧
| 番号       | 題名                                                               | 公表年     | 形式         | 分類                                         | 変身ヒロインの名前                                                                                   | 出自                                                                                      | 目的・使命 | 力の特徴                                                                                           | 備考 | 制作                                                       |
| ---------- | ------------------------------------------------------------------ | ---------- | ------------ | -------------------------------------------- | --- | ----------------------------------------------------------------------------------------- | --- | -------------------------------------------------------------------------------------------------- | --- | ---------------------------------------------------------- |
| 1          | 好き! すき!! 魔女先生                                              | 1971       | 特撮         | ドラマ、SFファンタジー                       | アンドロ仮面（月ひかる）                                                                             | 惑星連合の平和監視員（上級平和監視員への昇進で変身能力が与えられた）                      | | 魔法                                                                                               | 原作は石ノ森章太郎。当初は女児を意識した魔法使いドラマだったが、途中から男児を意識しての変身ヒロインものに路線変更した。 | 東映                                                       |
| 2          | ふしぎなメルモ                                                     | 1971       | アニメ       | ファンタジー、少女向け                       | 渡メルモ                                                                                             | 天国のママからミラクルキャンディーを貰う                                                  | | キャンディーを食べて赤ん坊や大人、人間以外の様々な動物（鼠、兎、犬、魚、鳩、猫、鹿、イルカ）に変身 | 手塚治虫原作。色々な危機を乗り越え、真の大人へと成長を描いた作品 | 手塚プロダクション                                         |
| 3          | キューティーハニー                                                 | 1973       | アニメ       | 戦闘美少女、SF、少年向け                     | キューティーハニー（如月ハニー）                                                                     | アンドロイド                                                                              | 自身（に内蔵された空中元素固定装置）を狙うパンサークローと戦う                                                         | 戦闘形態及び複数の職業婦人への変身                                                                 | 永井豪作の少年漫画とのメディアミックス企画。現在の戦闘美少女像の雛形。 | 東映アニメーション                                         |
| 4          | 美少女仮面ポワトリン                                               | 1990       | 特撮         | 東映不思議コメディーシリーズ                 | ポワトリン（村上ユウコ）、他                                                                         | 神様から力を授かる                                                                        | ご町内と宇宙の平和を護る                                                                                               | 変身／変装                                                                                         | シリーズ第11作目。 | 東映                                                       |
| 5          | 不思議少女ナイルなトトメス                                         | 1991       | 特撮         | 東映不思議コメディーシリーズ                 | トトメス（中島サナエ）                                                                               | 先祖の初代ナイルなトトメスから力を授かる                                                  | ナイルの悪魔を封印する                                                                                                 | | シリーズ第12作目。 | 東映                                                       |
| 6          | 美少女戦士セーラームーンシリーズ                                   | 1992       | アニメ       | 戦隊（チームヒロイン）、女児向け             | セーラームーン（月野うさぎ）／セーラーちびムーン（ちびうさ）他                                       | 星の戦士の生まれ変わり／月のプリンセス                                                    | 銀水晶と月のプリンセスを探し出す／闇の勢力から地球を守る／恋人や仲間を救出する                                         | 戦闘形態への変身／銀水晶による特殊能力                                                             | 武内直子がなかよしで連載した少女漫画とのメディアミックス企画で、佐藤順一と幾原邦彦と五十嵐卓哉が監督参加。当アニメ版に関連しては映画化や複数ゲーム化もされた。また別途ミュージカル化、特撮ドラマ化、後年再びアニメ化されている（別項）。この作品によって戦闘美少女系魔法少女ジャンルが確立された。       | 東映動画                                                   |
| 7          | 有言実行三姉妹シュシュトリアン                                     | 1993       | 特撮         | 東映不思議コメディーシリーズ                 | シュシュトリアン雪子（山吹雪子）／シュシュトリアン月子（山吹月子）／シュシュトリアン花子（山吹花子） | 神様（干支の酉）から力を授かる。                                                          | 家庭の円満を取り持ってもらうために酉年の平和を守る。                                                                   | シュシュファイナル（3人のバトンを合わせて敵に向け、爆発を起こす必殺技）                            | シリーズ第14作目の最終作で、『セーラームーン』に人気を奪われて打ち切りとなってしまった。 | 東映                                                       |
| 8          | 赤ずきんチャチャ                                                   | 1994       | アニメ       | 異世界ファンタジー、ギャグコメディ、女児向け | マジカルプリンセス（チャチャ）                                                                       | 魔法の国の王女／見習い魔法使い                                                            | 大魔王を倒す | リーヤ・しいねちゃんの協力による戦闘形態への変身                                                   | 原作は彩花みんがりぼんで連載した少女漫画。原作漫画はドタバタギャグコメディだが、アニメ化の際にスポンサーの以降でバトルヒロイン・魔法少女の要素を加えられ、賛否両論だった。本作で才能を開花させた佐藤竜雄・桜井弘明・大地丙太郎はチャチャ三羽烏と呼ばれた                                                 | スタジオぎゃろっぷ                                         |
| 9          | 愛と勇気のピッグガール とんでぶーりん                              | 1994       | アニメ       | バトルヒロイン、女児向け                     | ぶーりん（国分果林）                                                                                 | ブタ型宇宙人の王子に変身アイテムを授かる                                                  | トンラリアーノ3世（トンちゃん）の王子修行／善行でもらえる108の真珠を集めてかっこいいスーパーヒロインになる             | 空飛ぶピンクのブタに変身／怪力／鼻の穴から水を出す                                                 | | ASATSU／日本アニメーション                                 |
| 10         | 魔法騎士レイアース                                                 | 1994       | アニメ       | 異世界ファンタジー、女児向け                 | 獅堂光、他                                                                                           | 異世界セフィーロの救世主                                                                  | エメロード姫の救出／セフィーロを崩壊から守る                                                                           | 戦闘形態への変身／巨大ロボットへの搭乗                                                             | CLAMPがなかよしで連載した少女漫画が原作。ロボットアニメとしての側面も持つ珍しい作品。 | リップルフィルム／東京キッズ                               |
| 11         | 愛天使伝説ウェディングピーチ                                       | 1995       | アニメ       | 美少女戦隊（チームヒロイン）、女児向け       | ウェディングピーチ （花咲ももこ）、他                                                                | 人間と天使のハーフ                                                                        | サムシング・フォーを探し出す／悪魔界から世界を守る／悪魔を改心させる／恋人を救出する                                   | ウエディングドレスから戦闘形態への二段変身                                                         | セーラームーンとメインスタッフが同じ作品。主役以外は恋人がいないセーラームーンとは逆に、メンバー全員に恋の相手が用意された。お色直しという形式を取り、ウェディングドレスから戦闘服に二段変身する | ケイエスエス                                               |
| 12         | ナースエンジェルりりかSOS                                          | 1995       | アニメ       | 戦闘美少女、女児向け                         | ナースエンジェル（森谷りりか）                                                                       | ナースエンジェルの生まれ変わり                                                            | 命の花を見つける／黒のワクチンを浄化し、ダークジョーカーから地球とクイーンアースを救う／片思いの相手を救出する         | 戦闘形態への変身                                                                                   | 秋元康原案池野恋作画の漫画がりぼんで連載された。アニメでは赤ずきんチャチャの大地丙太郎と桜井弘明が担当。 | スタジオぎゃろっぷ                                         |
| 13（参考） | 怪盗セイント・テール                                               | 1995       | アニメ       | 魔法少女、女児向け                           | 怪盗セイント・テール（羽丘芽美）                                                                     | 少女怪盗（義賊）                                                                          | 悪人に奪われた貴重品を盗み返す／アスカJrとの駆け引き                                                                   | 手品によるトリック                                                                                 | 立川恵がなかよしで連載した少女漫画が原作。アニメ版では教会で変身する演出がされたが、設定的にはただの変装。キャッツ・アイに影響を受けている。 | エルスタッフプロモーション／プラムブロッサムプロモーション |
| 14         | 魔法少女プリティサミー                                             | 1996       | アニメ       | 魔法少女、青年向け                           | プリティサミー（河合砂沙美）／ピクシィミサ（天野美紗緒）                                             | 魔法の国の女王候補に力を授かる                                                            | | 各種能力                                                                                           | 『天地無用!』シリーズのスピンオフ作品。 | AIC                                                        |
| 15（参考） | 少女革命ウテナ                                                     | 1997       | アニメ       | 戦闘美少女、百合、哲学、女性向け             | 天上ウテナ                                                                                           | 薔薇の花嫁と契約した決闘者（デュエリスト）                                                | 薔薇の花嫁を賭けた決闘に参加する／「世界を革命する力」を手に入れる                                                     | 指輪による変身／剣を使った決闘                                                                     | 自己実現をテーマにした、幾原邦彦監督作品。さいとうちほのコミカライズが連載された。劇場版化や二度に渡っての舞台化もされる。 | J.C.STAFF                                                  |
| 16（参考） | アキハバラ電脳組                                                   | 1998       | アニメ       | 戦闘美少女、青年向け                         | アフロディーテ（花小金井ひばり）他                                                                   | アニマ・ムンディ                                                                          | 自分を狙うローゼン・クロイツと戦う                                                                                     | アニマ・ムンディと機動女神ディーヴァの融合合体                                                     | | 葦プロ                                                     |
| 17（参考） | カードキャプターさくら                                             | 1998       | アニメ       | 魔法少女、女児向け                           | 木之本桜                                                                                             | 魔法のカードの守護者に選ばれる                                                            | 町中に散らばったクロウカードを封印する／クロウカードをさくらカードに変える                                             | カードによる魔法の行使                                                                             | CLAMPがなかよしで連載した少女漫画が原作。変身しないが「魔法少女のお約束」としてコスプレをさせられる。作中には性別にかかわらない恋愛描写が複数登場する。 | マッドハウス                                               |
| 18         | スーパードール★リカちゃん                                          | 1998       | アニメ       | 戦闘美少女、ファンタジー、女児向け           | ドールリカ、他                                                                                       | 人形の世界の王家に伝わる守護人形ドールナイツ                                              | 起動した主人を守る | 人間大に巨大化して戦闘形態に変身                                                                   | 征海未亜がなかよしで連載した少女漫画が原作。『リカちゃん』のスピンオフ作品。 | マッドハウス                                               |
| 19         | 神風怪盗ジャンヌ                                                   | 1999       | アニメ       | 戦闘美少女、女児向け                         | 怪盗ジャンヌ（日下部まろん）                                                                         | ジャンヌ・ダルクの生まれ変わり                                                            | 美術品に憑依した悪魔を封印する／魔王と戦う                                                                             | 戦闘形態への変身                                                                                   | 種村有菜がりぼんで連載した同名少女漫画が原作。ライバル怪盗シンドバッドとの恋愛が描かれた。 | 東映アニメーション                                         |
| 20         | コレクター・ユイ                                                   | 1999       | アニメ       | 戦闘美少女、SF、女児向け                     | コレクター・ユイ（春日結）他                                                                         | 電脳世界に意識を出入りさせるアイテムを授かる                                              | コムネットを守る／ウイルスに侵されたプログラムをイニシャライズ（浄化）する／コレクターズを集める                       | 戦闘形態への変身／フォームチェンジ                                                                 | 電脳世界が現実に大きく影響する近未来が舞台。制御ソフトを擬人化させたコレクターズの力をインストールしてフォーム変身する。 | 日本アニメーション／NHKエンタープライズ21                  |
| 21         | Dr.リンにきいてみて!                                               | 2001       | アニメ       | 戦闘美少女、逆ハーレム、女児向け             | Dr.リン（神崎明鈴）、他                                                                              | 風水師／光の巫女の生まれ変わり                                                            | 風水による人助け／闇の王から世界を守る                                                                                 | 変身／特殊能力                                                                                     | あらいきよこがちゃおで連載した少女漫画が原作。前半では人助けを目的としたラブコメだったが、後半からバトルヒロイン路線に傾いた。 | スタジオコメット                                           |
| 22         | 新白雪姫伝説プリーティア                                           | 2001       | アニメ       | 戦闘美少女、逆ハーレム、少女向け             | プリーティア（淡雪姫乃）                                                                             | 淡雪姫乃とリーフェナイトとのプリート（融合）                                              | 世界を守るために戦う                                                                                                   | 美少年との融合による変身                                                                           | 原案佐藤順一・作画成瀬かおりの少女漫画原作で、家族愛がテーマ。美少年が多数登場する女性向け作品だが、男性にもファンが多い。 | ハルフィルムメーカー                                       |
| 23         | 東京ミュウミュウ                                                   | 2002       | アニメ       | 戦隊（チームヒロイン）、女児向け             | ミュウイチゴ（桃宮いちご）、他                                                                       | 遺伝子組み換え（キマイラ）                                                                | 超物質ミュウアクアを見つける/エイリアン(古代人類)から地球を守る/恋人を救出する                                         | 戦闘形態への変身                                                                                   | 征海未亜がなかよしで連載した少女漫画が原作。原作漫画は男性もターゲットに入れており、主人公らのスリーサイズが公開されている。 | ぴえろ                                                     |
| 24         | ナースウィッチ小麦ちゃんマジカルて                                 | 2002       | アニメ       | 邪道魔法少女、青年向け                       | 中原小麦／国分寺こより                                                                               |                                                                                           | | | 『The Soul Taker 〜魂狩〜』のスピンオフ作品。 | タツノコプロ／京都アニメーション                           |
| 25         | マーメイドメロディぴちぴちピッチシリーズ                           | 2003       | アニメ       | チームヒロイン、女児向け                     | 七海るちあ、他                                                                                       | マーメイドの王女                                                                          | 力の源の真珠を敵から守る／悪の勢力から海の世界と人間界を守る／恋人を救出する                                           | 戦闘形態への変身                                                                                   | 直接的な攻撃はしないが、歌を歌って敵にダメージを与える。 | アクタス                                                   |
| 26         | 美少女戦士セーラームーン                                           | 2003       | 特撮         | ドラマ、女児向け                             | セーラームーン（月野うさぎ）他                                                                       | 星の戦士の生まれ変わり／月のプリンセス                                                    | 銀水晶と月のプリンセスを見つける／悪の勢力から地球を守る／恋人を救出する                                               | 戦闘形態への変身                                                                                   | 漫画版寄りの実写リメイク。小林靖子が初めて全脚本を執筆。北川景子のデビュー作としても知られる | 東映                                                       |
| 27         | ふたりはプリキュア／ふたりはプリキュア Max Heart                   | 2004／2005 | アニメ       | プリキュアシリーズ                           | キュアブラック（美墨なぎさ）／キュアホワイト（雪城ほのか）、他                                       | 光の園の妖精に選ばれた光の使者                                                            | 人間界と光の園をジャアクキングから守る                                                                                 | 手を繋ぐことで戦闘形態に変身                                                                       | プリキュアシリーズ第一作で、変身後は主に肉弾戦を行う。友情がテーマであり、他作品と異なり世界の存亡をかけた戦いには重きを置かない | 東映アニメーション                                         |
| 28         | スウィート・ヴァレリアン                                           | 2004       | アニメ       | チームヒロイン、コメディ、女児向け           | カノコ／ポップ／ケイト                                                                               | 耳栓人の偽教習所でヴァレリアン免許を渡された                                              | リラクゼーション戦隊ヴァレリアンに変身して悪の組織ストレス団と戦う                                                     | ウサギに変身、飛行能力を持つ                                                                       | CLAMPのホームページにあったオリジナルキャラクターが桜井弘明監督の目に止まり、アニメ化された | マッドハウス                                               |
| 29         | ウィッチ -W.I.T.C.H.-                                              | 2004       | アニメ       | チームヒロイン、ファンタジー、少女向け       | ウィル・ヴァンドム、他                                                                               | 異世界カンドラカールのガーディアンの資格を受け継ぐ                                        | 地球を悪の手先から守り、カンドラカールを救う／カンドラカールの心を悪から守る                                           | 特殊能力／戦闘形態への変身                                                                         | イタリアの少女漫画が原作。異世界と地球を行き来する設定になっていて、変身前でも超能力が使える。アメリカとイタリアの合同制作アニメで、日本でも放映された | シップ・アニメーション                                     |
| 30         | Winx Clubシリーズ                                                  | 2004       | アニメ       | チームヒロイン、ファンタジー                 | ブルーム、他                                                                                         | 妖精に変身する魔法学園の生徒                                                              | 魔法の世界を悪の勢力から守る                                                                                           | 変身／魔法の行使                                                                                   | イタリア制作のアニメでアメリカ等でも放映。日本未放送 | レインボーS.r.l.                                           |
| 31         | ふたりはプリキュア Splash Star                                     | 2006       | アニメ       | プリキュアシリーズ                           | キュアブルーム（日向咲）／キュアイーグレット（美翔舞）                                               | 妖精に変身アイテムを授かる                                                                | 地球を無に還そうとするダークフォールから世界を守る                                                                     | 戦闘形態への変身                                                                                   | 戦闘形態が二つ存在する。今作からエンディングでダンスを披露するようになる。 | 東映アニメーション                                         |
| 32         | 出ましたっ!パワパフガールズZ                                       | 2006       | アニメ       | チームヒロイン、コメディ、女児向け           | ハイパー・ブロッサム（赤堤ももこ）、他                                                               | ケミカルXを浴びた                                                                         | 東京CITYをモンスターから守る                                                                                           | 戦闘形態への変身                                                                                   | アメリカのアニメパワーパフガールズの日本アレンジ版で、原作の構想元である『セーラームーン』により近い作風になっている。 | 東映アニメーション                                         |
| 33         | Yes!プリキュア5／Yes!プリキュア5GoGo!                              | 2007／2008 | アニメ       | プリキュアシリーズ                           | キュアドリーム（夢原のぞみ）、他                                                                     | パルミエ王国の王子に変身アイテムを授かる                                                  | ナイトメアからドリームコレットを守る／エターナルからローズパクトを守る                                                 | 戦闘形態への変身                                                                                   | このシリーズから戦隊（チームヒロイン）の要素が色濃くなる。また、道具による戦闘魔法行使が行われるようになる | 東映アニメーション                                         |
| 34         | かみちゃまかりん                                                   | 2007       | アニメ       | 変身美少女、少女向け                         | 花園花鈴、他                                                                                         | 神様に変身する指輪（第六感を引き出す小型装置）の持ち主／神化研究で生まれたクローン        | 烏丸キリオから九条姫香を守る                                                                                           | 戦闘形態への変身（神化）                                                                           | こげどんぼがなかよしで連載した同名の少女漫画が原作。 | サテライト                                                 |
| 35         | 美少女戦麗舞パンシャーヌ 奥様はスーパーヒロイン!                   | 2007       | 特撮         | ドラマ                                       | パンシャーヌ（新庄由美子）                                                                           | 元美少女戦士の主婦                                                                        | 平和を守る | | 美少女仮面ポワトリンのオマージュ作品 | 共同テレビ                                                 |
| 36         | しゅごキャラ!シリーズ                                              | 2007       | アニメ       | 魔法少女、少女向け                           | アミュレットハート等（日奈森亜夢）、他                                                               | 「なりたい自分」から生まれた分身・しゅごキャラの持ち主／ガーディアンのメンバー            | ×たまの浄化／イースター社からエンブリオを守る                                                                          | しゅごキャラとの合体による変身（キャラチェン）／特殊能力                                           | PEACH-PITがなかよしに連載した少女漫画が原作。多重人格との向き合い方をしゅごキャラと持ち主という形で描いた作品。 | サテライト                                                 |
| 37         | 巴啦啦小魔仙シリーズ                                               | 2008       | 特撮／アニメ | ドラマ／戦闘美少女                           | 小藍、他                                                                                             | 魔仙堡から人間界に来た小魔仙（魔法少女のこと）                                            | 盗まれた魔仙彩石の奪還                                                                                                 | | 中国による特撮ドラマ（第一期）とアニメ（第二期以降）のメディアミックス作品群で、マスクプレイミュージカル化もされた。プリキュアの影響が色濃く出ている。日本未放送 | 奥飛娯楽                                                   |
| 38（参考） | ストライクウィッチーズシリーズ                                     | 2008       | アニメ       | 戦闘美少女（チームヒロイン）、青年向け       | 宮藤芳佳、他                                                                                         | 飛行ユニットに適合した軍人                                                                | 異形の敵と戦う魔女 | 使い魔との契約による魔法                                                                           | 変身要素は少なく、飛行ユニット装着時など魔法を使う時に獣の耳や尻尾が現れる | GONZO→AIC→SILVER LINK.                                     |
| 39         | フレッシュプリキュア!                                              | 2009       | アニメ       | プリキュアシリーズ                           | キュアピーチ（桃園ラブ）、他                                                                         | スイーツ王国の妖精の王子に変身アイテムを授かる                                            | ラビリンスから世界を守り、支配された異世界を解放する                                                                   | 戦闘形態への変身                                                                                   | プリキュアシリーズで初めて敵キャラクターが追加戦士に正式に加入し、以降シリーズでも恒例になっている。主人公たちはダンスユニットを組んでいるため、エンディングにはダンスが必ず登場。今作から3DCGを使用したダンスが恒例化する                                                                               | 東映アニメーション                                         |
| 40         | 映画 プリキュアオールスターズDX みんなともだちっ☆奇跡の全員大集合! | 2009       | アニメ(映画) | プリキュアシリーズ                           | キュアピーチ（桃園ラブ）、他                                                                         |                                                                                           | | 戦闘形態への変身                                                                                   | 変身ヒロインアニメ初のクロスオーバー作品。以後、プリキュアオールスターズとしてシリーズ化。 | 東映アニメーション／映画プリキュアオールスターズ製作委員会 |
| 41         | ジュエルペットシリーズ                                             | 2009       | アニメ       | 女児向け                                     | ルビー／紅玉りんこ、他                                                                               | ジュエルペットとそのパートナー                                                            | 人間界に飛ばされたジュエルペットの捜索／ダーク魔法から人間界を守る                                                     | 勇気、愛、友情、他29種類の魔法（ダーク魔法の解除も共通）／変身（第2期）                            | サンリオキャラクターのアニメ作品 | スタジオコメット                                           |
| 42         | あにゃまる探偵 キルミンずぅ                                        | 2009       | アニメ       | 魔法少女、女児向け                           | 御子神リコ、他                                                                                       | 動物に変身するアイテム「キルミン」を手に入れた探偵団                                      | 動物に変身してコミュニケーションを図り、動物の事件を解決する                                                           | 着ぐるみの動物や、動物に変身（2段変身）                                                            | 日韓共作のアニメ。原案はマクロスシリーズの河森正治。はんざわかおりによるコミカライズがりぼんで連載された。男性メンバーもいる | サテライト／JM ANIMATION                                   |
| 43         | けんぷファー                                                       | 2009       | アニメ       | TSF、バトルラブコメ、青年向け                | 瀬能ナツル、他                                                                                       | 戦士に選ばれる                                                                            | 代理戦争で敵対陣営の戦士と戦う                                                                                         | 変身による身体能力強化                                                                             | 戦士は女性の必要がある設定から、少年の主人公は女性に変身する。 | NOMAD                                                      |
| 44         | ハートキャッチプリキュア!                                          | 2010       | アニメ       | プリキュアシリーズ                           | キュアブロッサム（花咲つぼみ）／キュアマリン（来海えりか）、他                                       | 妖精から変身アイテムを授かる                                                              | 地球の砂漠化を防ぐ | 戦闘形態への変身                                                                                   | キュアムーンライトの配役は『セーラームーン』を意識したものになっている。戦線離脱した戦士の復帰や、元戦士だったキャラクターの祖母が一時的に復帰する。 | 東映アニメーション                                         |
| 45         | 満福少女ドラゴネット                                               | 2010       | 特撮         | ドラマ                                       | 竜戦士ドラゴトルテ（司城摩耶）、他                                                                   | 竜族の末裔の三姉妹                                                                        | 探偵として事件解決、虎族との戦い                                                                                       | 変身／特殊能力                                                                                     | オープニングにアニメが用いられた。 | ディープサイド                                             |
| 46（参考） | パンティ&ストッキングwithガーターベルト                            | 2010       | アニメ       | ブラックコメディ、青年向け                   | アナーキー・パンティ／アナーキー・ストッキング                                                       | 落ちこぼれの天使                                                                          | 天界に戻るためにゴーストを倒す                                                                                         | 天使衣装への変身／専用武器の生成                                                                   | 変身バンクが挿入されるものの、生身での戦闘行為が多く変身という行為自体は重要とされない。 | GAINAX                                                     |
| 47         | 魔法少女まどか☆マギカシリーズ                                      | 2011       | アニメ       | 戦闘美少女、青年向け                         | 鹿目まどか／暁美ほむら、他                                                                           | 願いと引き換えに魔法少女になる契約を結ぶ                                                  | 魔女及び使い魔の駆除／自分の生命の存続                                                                                 | 戦闘形態への変身／願いに対応する魔法                                                               | ダーク・ファンタジーの作風を持つ作品。主人公は最終回まで変身しない。 | シャフト                                                   |
| 48         | スイートプリキュア♪                                                | 2011       | アニメ       | プリキュアシリーズ                           | キュアメロディ（北条響）／キュアリズム（南野奏）、他                                                 | 音楽の国の妖精に変身アイテムをもらう                                                      | マイナーランドと戦う／幸福なメロディの音符を集める                                                                     | 戦闘形態への変身                                                                                   | 音楽と幸せをテーマに、二人同時に変身する必要があるシリーズ初代の設定を踏襲。シリーズ初の小学生プリキュアが登場。 | 東映アニメーション                                         |
| 49         | 快盗天使ツインエンジェル〜キュンキュン☆ときめきパラダイス!!〜      | 2011       | アニメ       | 戦闘美少女、青年向け                         | レッドエンジェル（水無月遥）／ブルーエンジェル（神無月葵）、他                                       | 宝物を守護する聖なる一族                                                                  | 宝物の奪還 | 戦闘形態への変身                                                                                   | パチスロ原作の作品群の一つ。 | J.C.STAFF                                                  |
| 49         | スティーブン・ユニバース                                           | 2011       | アニメ       | SFファンタジー                               | ガーネット／パール／アメジスト他                                                                     | 宝石型宇宙人                                                                              | 故郷ホームワールドから地球を守る                                                                                       | 変身能力／シンクロによる強化形態への合体（フュージョン）                                           | アメリカのカートゥーン・ネットワークで初めて百合を扱ったアニメで、合体には性行為を連想する演出がされたものがある。少女革命ウテナなどに影響を受けている | カートゥーン・ネットワーク                                 |
| 50         | 戦姫絶唱シンフォギアシリーズ                                       | 2012       | アニメ       | 戦闘美少女、青年向け                         | 立花響、他                                                                                           | 特殊武装兵器の適合者                                                                      | 特殊機関に所属し異形の敵と戦う                                                                                         | 戦闘形態への変身（アーマー装着）                                                                   | 歌を歌って変身・戦闘能力を高めたりする設定。 | 東映アニメーション                                         |
| 51         | スマイルプリキュア!                                                | 2012       | アニメ       | プリキュアシリーズ                           | キュアハッピー（星空みゆき）、他                                                                     | 妖精からメルヘンランドに伝わる戦士に選ばれる                                              | バッドエンド王国と戦う／キュアデコルを集めてロイヤルクイーンを復活させる                                               | 戦闘形態への変身                                                                                   | 同シリーズの「5」同様、初期メンバーが5人である。 | 東映アニメーション                                         |
| 52（参考） | アイカツ!シリーズ                                                  | 2012       | アニメ       | アイドル、女児向け                           | 星宮いちご、他                                                                                       | アイドル養成校の学生                                                                      | トップアイドルを目指す                                                                                                 | アイカツ!システムによるアイドル衣装への変身／ステージ上のイリュージョン演出                        | 同じTCAG原作の『オシャレ魔女 ラブandベリー#映画』『リルぷりっ#テレビアニメ』のように魔法などで変身するのではなく、アイドル全員に適用されるシステムで変身を行う。 | サンライズ→バンダイナムコピクチャーズ                      |
| 53         | ビビッドレッド・オペレーション                                     | 2013       | アニメ       | 戦闘美少女、青年向け                         | 一色あかね、他                                                                                       | 変身アイテムを授かる                                                                      | 異形の敵と戦う | 戦闘形態への変身（アーマー装着）／装着者同士の融合                                                 | 『ストライクウィッチーズ』の監督による作品で、そのプロトタイプとも言える企画を再始動させたもの。 | A-1 Pictures                                               |
| 54         | ドキドキ!プリキュア                                                | 2013       | アニメ       | プリキュアシリーズ                           | キュアハート（相田マナ）、他                                                                         | 妖精から力を授かる                                                                        | 人間界を守り、異世界の王女を探す                                                                                       | 戦闘形態への変身                                                                                   | 視聴者へのミスリードも狙ってか、小学生メンバーが中学生の主人公たちよりも大人の女性に変身する。 | 東映アニメーション                                         |
| 55         | ハピネスチャージプリキュア!                                        | 2014       | アニメ       | プリキュアシリーズ                           | キュアラブリー（愛乃めぐみ）、他                                                                     | 地球の精霊から力を授かる                                                                  | 人間界を守り、みんなを幸せにする                                                                                       | 戦闘形態への変身／特殊能力を持ったコスチュームへの変装                                             | プリキュアシリーズで初めて恋愛をメインに扱った作品となり、主人公チームだけではなく世界中にプリキュアがいる。シリーズでは「S☆S」以来のフォームチェンジ要素がある。 | 東映アニメーション                                         |
| 56         | 美少女戦士セーラームーンCrystal                                    | 2014       | アニメ       | 戦隊（チームヒロイン）、少女向け             | セーラームーン（月野うさぎ）、セーラーちびムーン（ちびうさ）他                                       | 星の戦士の生まれ変わり／月のプリンセス                                                    | 銀水晶と月のプリンセスを探し出す／闇の勢力から地球を守る／恋人と仲間を救出する                                         | 戦闘形態への変身／銀水晶による特殊能力                                                             | 20周年企画の目玉として、90年代のアニメとは別に武内直子作の漫画に沿ったアニメ化されるが、独自の要素も加えられている。前後してネルケプランニングによる再ミュージカル化、乃木坂46によるミュージカル化もされた。                                                                                             | 東映アニメーション                                         |
| 57         | 俺、ツインテールになります。                                       | 2014       | アニメ       | 戦闘美少女、TSF、青年向け                    | テイルレッド（観束総二）、他                                                                         | 変身アイテムを授かる                                                                      | 地球のフェティシズム要素を守る                                                                                         | 戦闘形態への変身                                                                                   | 主人公は少年だが、変身後は少女となる。 | プロダクションアイムズ                                     |
| 58         | Go!プリンセスプリキュア                                            | 2015       | アニメ       | プリキュアシリーズ                           | キュアフローラ（春野はるか）、他                                                                     | 妖精から力を授かる                                                                        | 人々の夢を守り、絶望に閉じ込められた異世界を解放する                                                                   | 戦闘形態への変身                                                                                   | 『ウェディングピーチ』とは逆に、通常形態からロングドレス姿へ二段変身する。 | 東映アニメーション                                         |
| 59         | マジカルパティシエ小咲ちゃん!!                                     | 2015       | アニメ       | 青年向け                                     | マジカルパティシエ小咲ちゃん（小野寺小咲）、他                                                       | 妖精と魔法少女の契約を交わす                                                              | 世界の平和を悪から守る                                                                                                 | 戦闘形態への変身                                                                                   | | シャフト                                                   |
| 60         | 魔法つかいプリキュア!                                              | 2016       | アニメ       | プリキュアシリーズ                           | キュアミラクル（朝日奈みらい）／キュアマジカル（十六夜リコ）、他                                     | 魔法の宝石に選ばれた                                                                      | 魔法の修行／人間界にあるリンクルストーンを集める／伝説の魔法使いになる                                                 | 戦闘形態（伝説の魔法つかい）に変身／日常生活や戦闘をサポートする魔法                               | シリーズ初となる古典的な魔法少女要素が組み込まれている。 | 東映アニメーション                                         |
| 61         | キラキラ☆プリキュアアラモード                                      | 2017       | アニメ       | プリキュアシリーズ                           | キュアホイップ（宇佐美いちか）、他                                                                   | 母親へのケーキを完成させた時に変身した                                                    | キラキラルを奪ったガミーの浄化／みんなを笑顔にするスイーツを作る                                                       | 戦闘形態（伝説のパティシェ）に変身                                                                 | スイーツ作りとアニマルをテーマにした作品で、今作のプリキュアは伝説のパティシエである。主人公チームがスイーツ店のウエイトレスをしている点は「も〜っと！おジャ魔女どれみ」や「東京ミュウミュウ」を彷彿とさせ、剣城あきらと琴爪ゆかりは「セーラームーン」の天王はるかと海王みちるを連想させると指摘する声も | 東映アニメーション                                         |
| 62         | アイドル×戦士_ミラクルちゅーんず!                                  | 2017       | 特撮         | ガールズ×戦士シリーズ                        | 一ノ瀬カノン他                                                                                       | リズムズがmiracle²と出会って結成された                                                    | ダンスや歌の力で魔王が率いる毒毒団を倒し、『ネガティブジュエル』を清め、元の『サウンドジュエル』に戻し、取り返していく | 戦闘形態（ダンスや歌の力で悪を倒す戦士）に変身                                                     | シリーズ第1作 | タカラトミー                                               |
| 63         | HUGっと!プリキュア                                                 | 2018       | アニメ       | プリキュアシリーズ                           | キュアエール（野乃はな）他                                                                           | はぐたんをかばった時に変身した                                                            | | 戦闘形態（伝説の戦士）に変身                                                                       | | 東映アニメーション                                         |
| 64         | 魔法×戦士_マジマジョピュアーズ!                                    | 2018       | 特撮         | ガールズ×戦士シリーズ                        | 愛乃モモカ、他                                                                                       | 不思議な力に導かれ、マジマジョピュアーズの一員に                                          | 仲間とともに魔法を使って戦う                                                                                           | 戦闘形態（きらめく魔法の戦士）に変身                                                               | シリーズ第2作 | タカラトミー                                               |
| 65         | スター☆トゥインクルプリキュア                                      | 2019       | アニメ       | プリキュアシリーズ                           | キュアスター（星奈ひかる）他                                                                         | フワを守ろうと決意した時に変身した                                                        | 12本のプリンセススターカラーペンを集める                                                                               | 戦闘形態（星空界に伝わる伝説の戦士）に変身                                                         | | 東映アニメーション                                         |
| 66         | ひみつ×戦士_ファントミラージュ!                                    | 2019       | 特撮         | ガールズ×戦士シリーズ                        | ファントミハート(桜衣ココミ) 他                                                                      | ココミの父親がイケナイヤーにされたことがきっかけで変身                                    | イケない心をちょーだいして平和を取り戻す                                                                               | 戦闘形態（世界を守る正義の怪盗の戦士）に変身                                                       | シリーズ第3作 | タカラトミー                                               |
| 67         | ヒーリングっど♥プリキュア                                          | 2020       | アニメ       | プリキュアシリーズ                           | キュアグレース（花寺のどか）他                                                                       | のどかのヒーリングステッキが誕生したこときっかけで変身                                    | 地球をビョーゲンズから守るために戦う                                                                                   | 戦闘形態（パートナーと共に地球をお手当てする戦士）に変身                                           | 新型コロナウイルス感染症の影響で、9週間新作の放送を中断。休止期間中の4月26日から6月21日まで『おさらいセレクション』として第1話〜第8話、第12話の再放送を実施。 | 東映アニメーション                                         |
| 68         | カードファイト!! ヴァンガード外伝 イフ-if-                         | 2020       | アニメ       | カードゲーム、魔法少女、学園、ファンタジー   | 先導エミ、シュカ                                                                                     | カードファイトが通用しなくなってしまった if（もしも）の世界で本当の歴史を取り戻す旅に出る | ヴァンガードのユニットを召喚して悪の手先ジャマーと戦う                                                                 | 戦闘形態（魔法少女の戦士）に変身                                                                   | 「ヴァンガード」シリーズ初の外伝作品であり、今作の舞台はifの世界で旅することになる。 | ブシロード                                                 |
| 69         | ポリス×戦士_ラブパトリーナ!                                        | 2020       | 特撮         | ガールズ×戦士シリーズ                        | ラブパトピンク(愛羽ツバサ) 他                                                                        |                                                                                           | | 戦闘形態に変身                                                                                     | シリーズ第4作 | タカラトミー                                               |
| 70         | トロピカル〜ジュ!プリキュア                                        | 2021       | アニメ       | プリキュアシリーズ                           | キュアサマー（夏海 まなつ） 他                                                                       |                                                                                           | | 戦闘形態に変身                                                                                     | | 東映アニメーション                                         |
| 71         | ビッ友×戦士 キラメキパワーズ!                                      | 2021       | 特撮         | ガールズ×戦士シリーズ                        | キラパワサニー（桃瀬キラリ）他                                                                       |                                                                                           | | 戦闘形態に変身                                                                                     | シリーズ第5作 | タカラトミー                                               |
| 72         | デリシャスパーティ♡プリキュア                                      | 2022       | アニメ       | プリキュアシリーズ                           | キュアプレシャス（和実ゆい）他                                                                       |                                                                                           | | 戦闘形態に変身                                                                                     | 東映アニメーションへの不正アクセスの影響で5週間新作の放送を中断。休止期間中の3月13日と4月10日に『おさらいセレクション』として、第4話と第5話の再放送を実施、3月20日〜4月3日に『映画 HUGっと!プリキュア♡ふたりはプリキュア オールスターズメモリーズ』を分割放送した。                                      | 東映アニメーション                                         |
| 73         | ひろがるスカイ!プリキュア                                          | 2023       | アニメ       | プリキュアシリーズ                           | キュアスカイ（ソラ・ハレワタール）他                                                                 |                                                                                           | | 戦闘形態に変身                                                                                     | シリーズ初、レギュラーメンバーに男性のプリキュアが登場。 | 東映アニメーション                                         |
| 74         | キボウノチカラ〜オトナプリキュア'23〜                              | 2023       | アニメ       | プリキュアシリーズ                           | キュアドリーム（夢原のぞみ）他                                                                       |                                                                                           | | 戦闘形態に変身                                                                                     | シリーズ初の派生作品。 | 東映アニメーション/スタジオディーン                        |
| 75         | わんだふるぷりきゅあ!                                              | 2024       | アニメ       | プリキュアシリーズ                           | キュアワンダフル（犬飼こむぎ）他                                                                     |                                                                                           | | 戦闘形態に変身                                                                                     | | 東映アニメーション                                         |